# Cnemidocarpa finmarkiensis
Cnemidocarpa finmarkiensis is een zakpijpensoort uit de familie van de Styelidae. De wetenschappelijke naam van de soort is voor het eerst geldig gepubliceerd in 1893 door Kiaer. Het is inheems in ondiepe wateren in de noordelijke en noordoostelijke Stille Oceaan.

## Beschrijving
Dit is een solitair-levende zakpijp, die geen stengel heeft, maar zich met een brede basis aan het substraat hecht en vaak halfbolvormig lijkt. De twee sifons zijn ver uit elkaar geplaatst en zijn opvallend wanneer ze zijn uitgezet, doch veel kleiner wanneer ze zijn samengetrokken en op kleine kruisen lijken. De lengte van deze zakpijp is zelden groter dan 3 cm, maar kan in uitzonderlijk gevallen de 5 cm bereiken met een breedte van 2,5 cm. De mantel is dun, maar sterk, glad en glanzend. Het ziet er vaak parelachtig of ondoorzichtig uit, felrood of rozerood, maar kleine individuele exemplaren zijn vaak wit. De mantel heeft een organisch gehalte van 12,4%, waarvan meer dan de helft cellulose (tunicine); de rest is eiwit.

## Verspreiding
Deze zakpijp is een koudwatersoort en komt voor in de noordelijke en noordoostelijke Stille Oceaan. Het is circumboreaal in het noordpoolgebied en zijn verspreidingsgebied in de Pacific Northwest strekt zich uit van Alaska tot Point Conception in Californië. Het dieptebereik strekt zich uit van het lage subtidaal tot ten minste 50 meter, maar in Japan het komt voor tot ongeveer 540 meter.

## Biologie
Net als andere manteldieren is Cnemidocarpa finmarkiensis een filtervoeder. Water wordt via de buccale sifon het lichaam ingezogen door de werking van trilhaartjes die de kieuwspleten bekleden, de voedseldeeltjes worden geëxtraheerd en het water wordt verdreven door de atriale sifon. Het is een hermafrodiet, waarbij de voortplanting buiten het lichaam plaatsvindt in de zomer. Een symbiotische roeipootkreeftje (Pygodelphys aquilonaris) leeft vaak in het atrium en verschillende ongewervelde dieren schuilen rond de basis van het manteldier. Een roofdier van dit manteldier is de regenboogster (Orthasterias koehleri).